# Jackson megye (Georgia)
Jackson megye az Amerikai Egyesült Államokban, azon belül Georgia államban található. Megyeszékhelye és legnagyobb városa Jefferson. Lakosainak száma 75 907 fő (2020. április 1.). Jackson megye Banks, Madison, Clarke, Oconee, Barrow, Gwinnett és Hall megyékkel határos.

## Népesség
A megye népességének változása:
| Lakosok száma | 60 756 | 60 534 | 60 497 | 61 044 | 63 360 | 75 907 |
|               | 2010   | 2011   | 2012   | 2013   | 2015   | 2020   |